# Сергино (Северо-Казахстанская область)
Сергино (каз. Сергино) — упразднённое село в Кызылжарском районе Северо-Казахстанской области Казахстана. Входило в состав Виноградовского сельского округа. Ликвидировано в 2008 г.

## Население
По данным переписи 1999 года, в селе проживало 33 человека (17 мужчин и 16 женщин).